# Diphyus septemguttatus
Diphyus septemguttatus là một loài tò vò trong họ Ichneumonidae.